# Unsere Zeit ist jetzt
Unsere Zeit ist jetzt is een Duitse komische film uit 2016, geregisseerd door Martin Schreier.

## Verhaal
De Duitse rapper Cro wil een film naar het grote scherm brengen en start een ideeënwedstrijd. Onder de vele inzendingen viel hij op door drie totaal verschillende concepten. De filmstudent Vanessa met Asperger is van plan een documentaire te maken over het leven van de rapper. De striptekenaar Ludwig heeft een animatiefilm in zijn hoofd over zijn begin in de rapbusiness en scenarioschrijver Dawid wil het leven van Cro 30 jaar in de toekomst filmen. Tijdens het filmen van de film krijgen de drie hechtere en diepere relaties.

## Rolverdeling
| Acteur            | Personage |
| ----------------- | --------- |
| Peri Baumeister   | Vanessa   |
| David Schütter    | Dawid     |
| Marc Benjamin     | Ludwig    |
| Cro               | Zichzelf  |
| Til Schweiger     | Besch     |
| Howard Carpendale | Siggi     |

## Productie
De film had tijdens de productiefase nog de werktitel: Don’t Believe the Hype. Dit werd later veranderd in Unsere Zeit ist jetzt. Enkele concertscènes zijn opgenomen in de Ostalb Arena in Aalen, waar ongeveer 50.000 toeschouwers kwamen voor wie Cro ook een concert gaf. De Duitse Film- en Mediabeoordeling (FBW) in Wiesbaden kende de film de titel "bijzonder waardevol" toe.

## Release
De film ging in première op 27 september 2016 in de Cinestar-bioscoop in Berlijn. De film verscheen ook op 1 oktober 2016 op het Filmfestival van Zürich.